# 荷重たわみ温度
荷重たわみ温度（かじゅうたわみおんど）は、合成樹脂の耐熱性を評価する試験法の1つ。熱変形温度とも呼ばれる。
試験法規格に決められた荷重を与えた状態で、試料の温度を上げていき、たわみの大きさが一定の値になる温度を示す。試験法は ASTM D648、JIS 7191 などで定められている。　
はりに定荷重を加えて変位が一定値になる温度を求めるが 曲げ弾性率が 2,514 kgf/cm2 =0.25 GPa または 10,000 kgf/cm2＝1GPaになる温度で表す。
樹脂の弾性率の温度変化の特性から、ガラス転移点を越えると急激に弾性率が低下するので、荷重たわみ温度はガラス転移点に近い温度値になる場合がある。